# 男性恐怖症
男性恐怖症（だんせいきょうふしょう）とは対人恐怖症の1つで、恐怖対象が男性であるもの。医学的な用語ではない。

## 治療
治療者とのトラウマ記憶についての話し合いを通じて、トラウマ記憶に対する新たな見方を獲得するといった、トラウマ治療が有効である場合がある。詳細は、「トラウマ#治療」を参照。また、通常の男性との接触・交流を伴う現実脱感作（暴露療法）を通じて、「普通の男性は自分が恐れているようなことをしないから大丈夫」という事実を確認できるようサポートしていくことも有効である。男性から性暴力被害を受けた男性も、男性恐怖症に陥ることがある。

## フィクションにおける男性恐怖症
- 『ココロコネクト』 - 庵田定夏のライトノベル。ヒロインの桐山唯は中学生の頃、男に襲われかけて男性恐怖症になったが、主人公・八重樫太一の協力によって克服した。
- 『ラブライブ!サンシャイン!!』 - ラブライブ!シリーズ第2作。登場人物の黒澤ルビィは男性恐怖症で父親以外の男性が苦手。
- 『WORKING!!』 - 高津カリノの漫画。登場人物の伊波まひるは男性恐怖症で、男性を見るとすぐに殴ることが多い。